# Сінксія
Cinxia — одна з численних маловідомих богинь у давньоримському пантеоні, яка уособлювала добровільність, згоду жінки на вступ до шлюбу та ритуальну чистоту. Її роль була тісно пов'язана з весільними обрядами, зокрема з ритуалом зняття пояса нареченої, що символізував кінець дівоцтва та початок нового, подружнього життя. Хоча Cinxia належала до числа другорядних божеств, вона виконувала специфічну функцію в системі римських обрядів і традицій. Її культ слід розглядати в контексті складної системи indigamenta — списку вузькоспеціалізованих божеств, до яких зверталися у чітко визначених ситуаціях.Varro, Marcus Terentius. De Lingua Latina.

## Походження
Ім'я Cinxia походить від латинського дієслова cingere — «оперізувати». У римській культурі пояс мав багате символічне значення: він символізував жіночу цнотливість, захист родинної честі, підпорядкування батьківській владі. Розв'язування цього пояса, яке здійснювалося чоловіком після весільної церемонії, сприймалося як підтвердження згоди жінки на шлюбні стосунки. Вважалося, що саме Cinxia дарувала дозвіл на зняття пояса та освячувала цей перехід у новий соціальний статус.

## Значення в релігії
Римляни вважали, що кожна дія, особливо пов'язана з родиною, мала супроводжуватися ритуалом і відповідним божественним заступництвом. У цьому сенсі Cinxia виконувала функцію «охоронниці межі» — перехідної стадії між дівоцтвом і шлюбом. Разом з іншими богинями, такими як Domiduca, Pronuba, Iterduca, вона формувала частину обрядової системи, яка забезпечувала релігійне освячення кожного етапу весільної церемонії. На відміну від більш відомої Юнони, Cinxia не опікувалась інститутом шлюбу в цілому, а відповідала за конкретний, проте критично важливий момент — підтвердження добровільності.

## Культ та вшанування
Жодного святилища або храму, присвяченого Cinxia, не зафіксовано. Її вшанування відбувалося виключно в межах приватних весільних обрядів, здебільшого у патриціанських родинах. Ім'я богині згадувалося в молитвах, які виголошували матері або нареченої, а іноді — спеціально запрошені жриці. Cinxia також могла фігурувати у вишитих елементах весільного одягу нареченої, що символізували згоду та освячення союзу. У деяких реконструкціях зазначається, що у весільних піснях (carmen nuptiale) згадувалося її ім'я разом із Domiduca, що супроводжувала наречену до дому чоловіка.Fowler, W. Warde. The Roman Festivals of the Period of the Republic. 1908.

## Порівняння з іншими богинями
На відміну від інших богинь римського шлюбу, таких як Fortuna Virilis, яка відповідала за привабливість жінки в очах чоловіка, або Concordia, що уособлювала гармонію в шлюбі, Cinxia відігравала практичну, функціональну роль. Вона діяла в «точці переходу», в момент змін, тому деякі сучасні дослідники відносять її до liminal deities — божеств порогу. Подібні божества часто ігнорувалися в офіційних культах, але в побуті їх роль була надзвичайно значущою. Вшанування Cinxia може також бути пов'язане з гендерними уявленнями римлян про контроль над жіночою сексуальністю.

## У джерелах
Найдавніші згадки про Cinxia містяться у працях Марка Теренція Варрона, зокрема в De Lingua Latina, де її ім'я аналізується в контексті релігійної термінології. Хоча згадки фрагментарні, вони підтверджують її місце в структурі римської весільної релігії. Макробій у Saturnalia описує обрядовість, пов'язану з весіллям, де хоч і не називає Cinxia напряму, але згадує ритуали, які пов'язуються з її сферою. Інші джерела — наприклад, епіграфіка та глоси пізньої античності — дають додаткові свідчення про роль Cinxia в приватній релігійній практиці.Macrobius, Ambrosius. Saturnalia.

## Сучасні інтерпретації
Історики римської релігії XX—XXI століття, зокрема Mary Beard, John North та Simon Price, розглядають Cinxia як приклад божества, що персоніфікує соціальні механізми контролю. У книзі Religions of Rome автори зазначають, що через таких богинь, як Cinxia, римська держава делегувала релігійне схвалення інтимних аспектів життя. Її образ також використовується у феміністичних дослідженнях — як приклад того, як релігія впливала на тілесність і роль жінки в суспільстві. Деякі автори вбачають у Cinxia архетип «порогового наглядача» — тієї, хто дозволяє або не дозволяє перехід між статусами.